# Myślec
Myślec – wieś w Polsce położona w województwie małopolskim, w powiecie nowosądeckim, w gminie Stary Sącz.

## Położenie
Graniczy z miastem Nowy Sącz (Biegonice), Łazami Biegonickimi, gminą Nawojowa (Żeleźnikowa Wielka), Popowicami i miastem Stary Sącz (przez Poprad).
Przepływa przez nią potok Żeleżnikówka (Żeleźnikowski Potok), który wpada do Popradu. Leży na wys. 304–390 m n.p.m., obrzeża pasma Jaworzyny Krynickiej (Beskid Sądecki).

## Części wsi
| SIMC    | Nazwa   | Rodzaj    |
| ------- | ------- | --------- |
| 0465905 | Łaziska | część wsi |
| 1047995 | Zagórze | część wsi |

## Historia
Wieś wymieniana w 1280 w dokumencie fundacyjnym klasztoru klarysek starosądeckich. Wieś duchowna, własność klasztoru klarysek w Starym Sączu, położona była w drugiej połowie XVI wieku w powiecie sądeckim województwa krakowskiego. W latach 1770–1918 w zaborze austriackim. Po 1782 własność tzw. funduszu religijnego. Po 1867 gmina wspólnie z Popowicami. Od 1934 w gminie zbiorowej Stary Sącz-Wieś. Następnie w gromadzie Biegonice. Od 1973 sołectwo gminy Stary Sącz. W latach 1975–1998 miejscowość administracyjnie należała do województwa nowosądeckiego.